# TO-21
Se denomina TO-21 al acceso oeste a Toledo, que comienza en el Puente del río Guadarrama (pk. 14 de la  N-403 ) y concluye enlazando con la actual Circunvalación de Toledo,  TO-20 . Tiene, por tanto una longitud total de 10 kilómetros.
La autovía está actualmente en servicio y pretende ser una prolongación de la  A-40  desde el Puente de Guadarrama, hasta Toledo, y desdoblar la  N-403  en las cercanías de capital.

## Recorrido
Comienza en la  A-40  , pasando por la Estación de Residuos Sólidos Urbanos de Toledo, llegando más adelante al barrio toledano de Vistahermosa y concluyendo en la  TO-20 . La autovía tendrá salidas hacia la  CM-40  (Ronda Suroeste de Toledo) que comunicará la futura carretera con todos los pueblos situados en el sur de Toledo, la  A-40  hacia Cuenca y la  A-4 , y por el otro sentido hacia Ávila y la  A-5 .
- Datos: Q2883793